# Gonomyia ischyria
Gonomyia ischyria är en tvåvingeart som beskrevs av Alexander 1948. Gonomyia ischyria ingår i släktet Gonomyia och familjen småharkrankar. Inga underarter finns listade i Catalogue of Life.